# Udea orbicentralis
Udea orbicentralis là một loài bướm đêm trong họ Crambidae.